# Kimura Kazusi
Kimura Kazusi (Hirosima, 1958. július 19. –) japán válogatott labdarúgó.

## Nemzeti válogatott
A japán válogatottban 54 mérkőzést játszott, melyeken 26 gólt szerzett.

## Statisztika
| Japán válogatott | Japán válogatott | Japán válogatott |
| Időszak          | Mérk.            | gól              |
| ---------------- | ---------------- | ---------------- |
| 1979             | 3                | 0                |
| 1980             | 9                | 4                |
| 1981             | 1                | 0                |
| 1982             | 8                | 1                |
| 1983             | 10               | 8                |
| 1984             | 7                | 4                |
| 1985             | 10               | 7                |
| 1986             | 6                | 2                |
| Összesen         | 54               | 26               |